# 植物基因系统公司

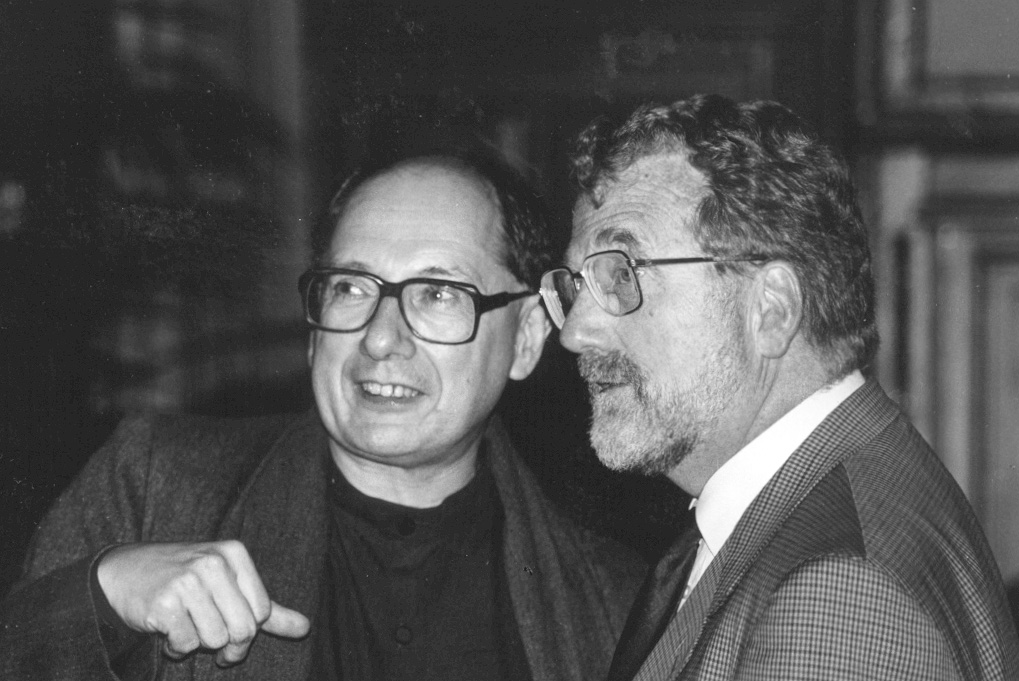
1993年的马克·范·蒙塔古（左）和约瑟夫·谢尔（右）

植物基因系统（英語：Plant Genetic Systems，PGS）是一个位于比利时根特的生物技术公司，由根特大学的马克·范·蒙塔古和约瑟夫·谢尔在1982年创建，1996年被AgrEvo收购，2002年被拜耳收购。